# Marlena Karwacka
Marlena Karwacka (* 20. Februar 1997 in Sławno) ist eine polnische Bahnradsportlerin, die auf die Kurzzeitdisziplinen  spezialisiert ist.

## Sportliche Laufbahn
In der fünften Klasse begann Marlena Karwacka mit dem Radsport und trat dem lokalen Verein Klub Kolarski Ziemia Darłowska bei. Zunächst bestritt sie erfolgreich Rennen auf Bahn und Straße. 2013 startete sie beim Europäischen Olympischen Sommer-Jugendfestival. Ab demselben Jahr besuchte sie die Sportschule in Żyrardów und konzentrierte sich ab dann auf den Bahnradsport.
2015 errang Karwacka bei der Junioren-Europameisterschaft die Bronzemedaille im Keirin. 2018 (mit Julita Jagodzińska) und 2019 (mit Nikola Sibiak) wurde sie U23-Europameisterin im Teamsprint. Im Januar 2019 belegte sie zudem mit Urszula Łoś beim Lauf des Bahn-Weltcups in Cambridge im Teamsprint Rang drei. Im Dezember desselben Jahres gewannen die beiden Sportlerinnen im Teamsprint beim Lauf des Bahn-Weltcups 2019/20 in Brisbane. 2022 belegte sie mit Sibiak und Łoś bei den Europameisterschaften im Teamsprint Rang drei.

## Erfolge
2015
- Junioren-Europameisterschaft – Keirin

2018
- U23-Europameisterin – Teamsprint (mit Julita Jagodzińska)

2019
- U23-Europameisterin – Teamsprint (mit Nikola Sibiak)
- Polnische U23-Meisterin – Keirin, Sprint, Teamsprint (mit Nikola Sibiak), Mannschaftsverfolgung (mit Daria Pikulik, Wiktoria Pikulik und Marta Jaskulska)
- Weltcup in Brisbane – Teamsprint (mit Urszula Łoś)

2021
- Polnische Meisterin – Teamsprint (mit Nikola Sibiak und Natalia Nieruchalska)

2022
- Europameisterschaft – Teamsprint (mit Nikola Sibiak und Urszula Łoś)
- Polnische Meisterin – Teamsprint (mit Nikola Sibiak, Sara Prusinska  und Natalia Nieruchalska), 500-Meter-Zeitfahren

2023
- Polnische Meisterin – 500-Meter-Zeitfahren